# Neoplocaederus chloropterus
Neoplocaederus chloropterus es una especie de escarabajo longicornio del género Neoplocaederus, tribu Cerambycini, subfamilia Cerambycinae. Fue descrita científicamente por Chevrolat en 1856.

## Descripción
Mide 15-30 milímetros de longitud.

## Distribución
Se distribuye por Camerún, Costa de Marfil, Gabón, Nigeria y República Democrática del Congo.